# Cesny-aux-Vignes
Cesny-aux-Vignes is een gemeente in het Franse departement Calvados (regio Normandië) en telt 496 inwoners (1999). De plaats maakt deel uit van het arrondissement Caen.

## Geschiedenis
Cesny-aux-Vignes maakte samen met Ouézy van 1972 tot 2006 deel uit van de fusiegemeente Cesny-aux-Vignes-Ouézy.

## Geografie
De oppervlakte van Cesny-aux-Vignes bedraagt 8,7 km², de bevolkingsdichtheid is 57,0 inwoners per km².
De onderstaande kaart toont de ligging van Cesny-aux-Vignes met de belangrijkste infrastructuur en aangrenzende gemeenten.

## Demografie
Onderstaande figuur toont het verloop van het inwonertal (bron: INSEE-tellingen).
Vanwege een beveiligingsprobleem met de MediaWiki Graph-software is het momenteel niet mogelijk deze grafiek weer te geven. Zodra de software is bijgewerkt zal de grafiek vanzelf weer zichtbaar worden.
1. ↑  Populations de référence 2022.